# نقطه‌گون
صفت نقطه‌گون (به انگلیسی: pointwise) در ریاضیات برای نمایش آن است که یک «ویژگی معین» توسط «سنجش هر مقدار {\displaystyle f(x)} برای تابع {\displaystyle f}» تعریف می‌شود. کلاس مهمی از مفاهیم نقطه‌گون همان عملیات نقطه‌گون است، یعنی، عملیاتی که روی توابع با اعمال عمل روی مقادیر تابع، به صورت مجزا، برای هر نقطه در دامنه تعریف می‌گردد. تعریف‌های نقطه‌گون درباره «روابط» هم به کار می‌رود.

## عملیات نقطه‌گون

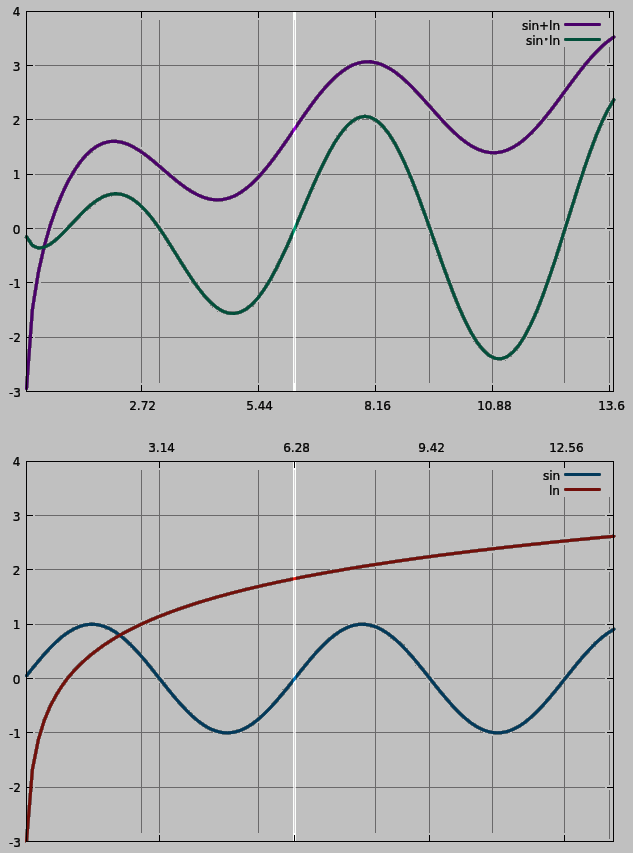
جمع نقطه‌گون (نمودار بالا، بنفش) و ضرب (سبز) برای توابع سینوس (نمودار پایین آبی) و ln (قرمز). باریکه عمودی پررنگ نمایش‌دهنده محاسبات در نقطه x=2π است.

### تعریف صوری
می‌توان یک عمل دودویی o: Y × Y → Y روی مجموعه Y را به صورت نقطه‌گون به یک عمل O: (X→Y) × (X→Y) → (X→Y) روی مجموعه X→Y از همه توابع از X به Y به این شیوه ترفیع داد که: اگر دو تابع f1: X → Y و f2: X → Y داشته باشیم، تابع O(f1,f2): X → Y را به صورت زیر تعریف می‌کنیم:
برای همه x∈X داریم (O(f1,f2))(x) = o(f1(x),f2(x)) .
معمولا o و O با نماد مشابهی نمایش داده می‌شوند. تعریف مشابهی برای عمل یکتایی o، و همچنین برای عمل‌هایی با آریتی دیگر به کار می‌رود.

### مثال‌ها
{\displaystyle {\begin{aligned}(f+g)(x)&=f(x)+g(x)&{\text{(pointwise addition)}}\\(f\cdot g)(x)&=f(x)\cdot g(x)&{\text{(pointwise multiplication)}}\\(\lambda \cdot f)(x)&=\lambda \cdot f(x)&{\text{(pointwise multiplication by a scalar)}}\end{aligned}}}
که در آن {\displaystyle f,g:X\to R} است.
ضرب نقطه‌گون و نرده‌ای را ببینید.
یک مثال از عمل روی تابع که نقطه‌گون نیست، عمل هم‌گشت (یا کانولوشن) است.

### ویژگی‌ها
عمل‌های نقطه‌گون وبژگی‌هایی مثل خاصیت انجمنی، جابجایی و توزیع‌پذیری را از عمل متناظر روی هم‌دامنه به ارث می‌برند. اگر {\displaystyle A} یک ساختار جبری باشد، مجموعه همه توابع {\displaystyle X} به مجموعه حامل {\displaystyle A} را می‌توان به یک ساختار جبری با نوع مشابه به روش مشابهی تبدیل نمود.

## عمل‌های مولفه‌گون
عمل‌های مولفه‌گون (به انگلیسی: componentwise operations) معمولا روی بردارها تعریف می‌شود، که در آن بردارها عناصر مجموعه {\displaystyle K^{n}} هستند (برای یک عدد طبیعی {\displaystyle n} و یک میدان {\displaystyle K}). اگر ما مولفه {\displaystyle i}ام از هر بردار {\displaystyle v} را به صورت {\displaystyle v_{i}} نشان دهیم، آنوقت جمع مولفه‌گون برابر {\displaystyle (u+v)_{i}=u_{i}+v_{i}} است.
عمل‌های مولفه‌گون را می‌توان روی ماتریس‌ها هم تعریف کرد. جمع ماتریسی، که در آن {\displaystyle (A+B)_{ij}=A_{ij}+B_{ij}} است یک عمل مولفه‌گون است درحالیکه ضرب ماتریسی اینطور نیست.
یک تاپل را می‌توان نوعی تابع درنظر گرفت، و یک بردار یک تاپل است. از این‌رو، هر بردار {\displaystyle v} با تابع {\displaystyle f:n\to K} متناظر است به این صورت که {\displaystyle f(i)=v_{i}} و هر عمل مولفه‌گون روی بردارها برابر عمل نقطه‌گون روی توابع متناظر با آن بردارها هستند.

## روابط نقطه‌گون
در نظریه ترتیب می‌توان ترتیب جزیی نقطه‌گون را روی توابع تعریف کرد. اگر A و B پوست باشند، می‌توان مجموعه توابع A → B را توسط f ≤ g مرتب نمود، اگر و فقط اگر (∀x ∈ A) f(x) ≤ g(x) باشد. ترتیب‌های نقطه‌گون بعضی از ویژگی‌های پوست‌های مبنا را به ارث می‌برند. برای مثال اگر A و B مشبکه پیوسته باشند، آنوقت مجموعه توابع A → B هم با ترتیب نقطه‌گون، یک مشبکه پیوسته است. به کمک ترتیب نقطه‌گون روی توابع، می‌توان دیگر مفاهیم مهم دیگر را به دقت تعریف کرد، مثلا:
- یک عملگر بستاری c روی پوست P یک نگاشت یکنوا و خودتوان روی P است (یعنی یک عملگر تصویری) است، با این ویژگی اضافی که idA ≤ c است، که در آن id تابع همانی است.
- به صورت مشابه یک عملگر تصویری k یک عملگر هسته‌ای نامیده می‌شود اگر و فقط اگر k ≤ idA باشد.

یک مثال از یک رابطه نقطه‌گون بی‌نهایت همان همگرایی نقطه‌گون برای توابع است—یک دنباله از توابع 
{\displaystyle (f_{n})_{n=1}^{\infty }}
با
{\displaystyle f_{n}:X\longrightarrow Y}
به صورت نقطه‌گون به یک تابع {\displaystyle f} همگرا می‌شود اگر برای هر {\displaystyle x} در {\displaystyle X} داشته باشیم
{\displaystyle \lim _{n\rightarrow \infty }f_{n}(x)=f(x).}

## یادداشت
1. ↑  Gierz et al., p. xxxiii
2. ↑  Gierz, et al., p. 26